# ADOdb
ADOdb és un conjunt de llibreries de bases de dades per a PHP i Python. Aquesta permet als programadors desenvolupar aplicacions web d'una manera portable, ràpida i fàcil. L'avantatge resideix que la base de dades pot canviar sense necessitat de reescriure cada cridada a la base de dades realitzada per l'aplicació.